# Emily Howard

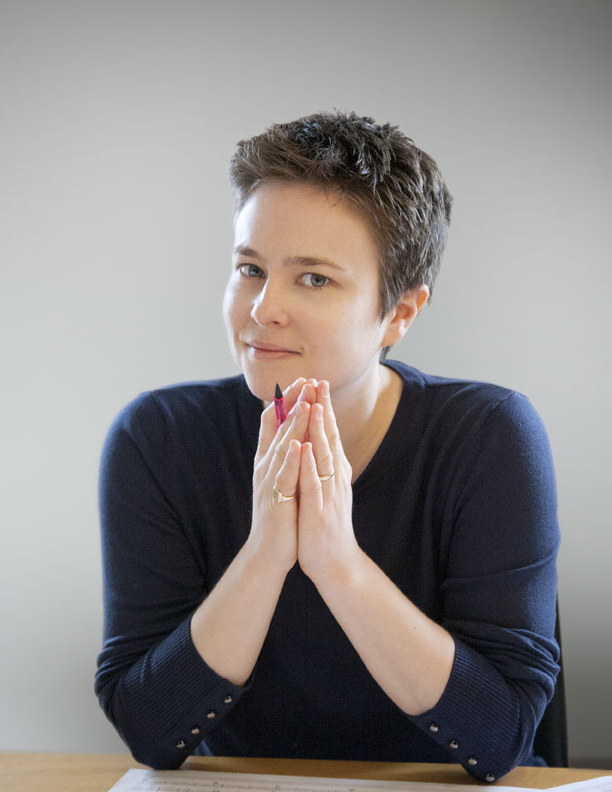
Emily Howard (2017)

Emily Howard (geboren 23. Februar 1979 in Liverpool) ist eine britische Komponistin. 

## Leben
Emily Howard lernte als Kind das Schachspiel und war von 1990 an mehrfach britische Schachmeisterin in ihrer Altersklasse, zuletzt bei den weiblichen U18 im Jahr 1996. Sie trägt den Titel einer Meisterkandidatin der Frauen (Woman Candidate Master) und spielte zwischen 1994 und 2002 bei den Invicta Knights Maidstone, den North West Eagles und dem Wessex Chess Club insgesamt fünf Saisons in der Division 1 der Four Nations Chess League.
Howard erlernte des Cellospiel. Sie studierte Mathematik und Informatik am Lincoln College, Oxford mit einem B.A.-Abschluss. Sie studierte außerdem Komposition am Royal Northern College of Music und wurde im Fach Komposition an der University of Manchester promoviert. Howard übte Lehraufträge an der Bridge Academy in Hackney und an der University of Liverpool aus. Sie ist Senior Lecturer für Komposition am Royal Northern College of Music in Manchester und arbeitet auch am „Oxford e-Research Centre“. 
Für ihre Komposition Mesmerism erhielt sie 2012 einen British Composer Award. Das Orchesterkonzert Torus wurde 2016 bei den BBC Proms uraufgeführt.   

## Werke (Auswahl)
- Passacaglia. 2002
- Lachrymose. 2006
- Magnetite. 2007
- Lachrimae Antiquae Novae. 2007
- Solar. 2010
- Songs from Dickens. Mezzosopran, Sprecher und Klaviertrio. 2010
- Mesmerism. 2011 (The Lovelace Trilogy)
- Calculus Of The Nervous System. 2011 (The Lovelace Trilogy)
- Ada sketches. Mezzosopran, Flöte, Klarinette und Schlagzeug. 2011 (The Lovelace Trilogy)
- Zátopek!. Kammeroper. 2012
- Axon. 2013
- Torus. 2016